# Comuna Chiojdu, Buzău
Chiojdu (în trecut, Chiojdu Mic sau Chiojdu din Bâsca) este o comună în județul Buzău, Muntenia, România, formată din satele Bâsca Chiojdului, Cătiașu, Chiojdu (reședința), Lera, Plescioara și Poenițele.

## Așezare
Comuna se află în Munții Siriu, pe cursul superior al Bâscăi Chiojdului. Ea este străbătută de șoseaua județeană DJ102L, care o leagă spre sud-est de-a lungul râului Bâsca Chiojdului de Calvini și mai departe de Cislău și Buzău, și spre sud-vest de comunele prahovene Starchiojd și Bătrâni și mai departe de Vălenii de Munte și Ploiești. Pe teritoriul comunei se află aria protejată Pădurea cu tisă.

## Demografie
Componența etnică a comunei Chiojdu
     Români (95,02%)
     Alte etnii (0%)
     Necunoscută (4,98%)
Componența confesională a comunei Chiojdu
     Ortodocși (91,02%)
     Adventiști (2,98%)
     Alte religii (0,44%)
     Necunoscută (5,56%)
Conform recensământului efectuat în 2021, populația comunei Chiojdu se ridică la 2.950 de locuitori, în scădere față de recensământul anterior din 2011, când fuseseră înregistrați 3.509 locuitori. Majoritatea locuitorilor sunt români (95,02%), iar pentru 4,98% nu se cunoaște apartenența etnică. Din punct de vedere confesional, majoritatea locuitorilor sunt ortodocși (91,02%), cu o minoritate de adventiști (2,98%), iar pentru 5,56% nu se cunoaște apartenența confesională.

## Politică și administrație
Comuna Chiojdu este administrată de un primar și un consiliu local compus din 13 consilieri. Primarul, Gheorghe Neamțu[*], de la Partidul Social Democrat, este în funcție din octombrie 2020. Începând cu alegerile locale din 2024, consiliul local are următoarea componență pe partide politice:
|  | Partid                    | Consilieri | Componența Consiliului | Componența Consiliului | Componența Consiliului | Componența Consiliului | Componența Consiliului | Componența Consiliului | Componența Consiliului | Componența Consiliului | Componența Consiliului | Componența Consiliului | Componența Consiliului |
|  | ------------------------- | ---------- | ---------------------- | ---------------------- | ---------------------- | ---------------------- | ---------------------- | ---------------------- | ---------------------- | ---------------------- | ---------------------- | ---------------------- | ---------------------- |
|  | Partidul Social Democrat  | 11         |                        |                        |                        |                        |                        |                        |                        |                        |                        |                        |                        |
|  | Partidul Național Liberal | 2          |                        |                        |                        |                        |                        |                        |                        |                        |                        |                        |                        |

## Istorie
Conform legendei, satul Chiojdu a fost înființat simultan cu satul Starchiojd, de către fiii unui tătar (după alte surse, român ardelean) așezat aici în vechime. În zona comunei s-au stabilit de-a lungul secolelor români ardeleni din Sita Buzăului, care s-au organizat în ceata de moșneni sitilești, denumiți ulterior izbășoi (după ce un reprezentant al lor a devenit izbașă al moșiei Roma Spătărească de la București a spătarului Cantacuzino). Comuna a făcut temporar pe la începutul secolului al XIX-lea parte din fostul județ Săcuieni. La sfârșitul secolului al XIX-lea, comuna se numea Chiojdu din Bâsca, făcea parte din plaiul Buzău al județului Buzău, și era formată din satele Bâsca, Bogzeni, Cătiașu, Chiojdu, Plescioara, Poienițele de Jos și Poienițele de Sus, având în total 2980 de locuitori ce locuiau în 647 de case. În comună funcționau 7 mori de apă, o pivă, o cășerie, două stâne, 3 biserici și două școli, frecventate de 85 de elevi (între care 20 de fete).
Anuarul Socec din 1925 o consemnează în aceeași plasă Buzău, având numele de Chiojdu și 4450 de locuitori în satele Bâsca, Bogzeni, Cătiașu, Chiojdu, Lera, Plescioara și Poienițele.
În 1950, a fost inclusă în raionul Cislău al regiunii Buzău și apoi (după 1952) al regiunii Ploiești. În 1968, comuna a redevenit parte din județul Buzău și a căpătat alcătuirea actuală, după ce satul Bogzeni a fost inclus în satul Bâsca Chiojdului.

## Monumente istorice

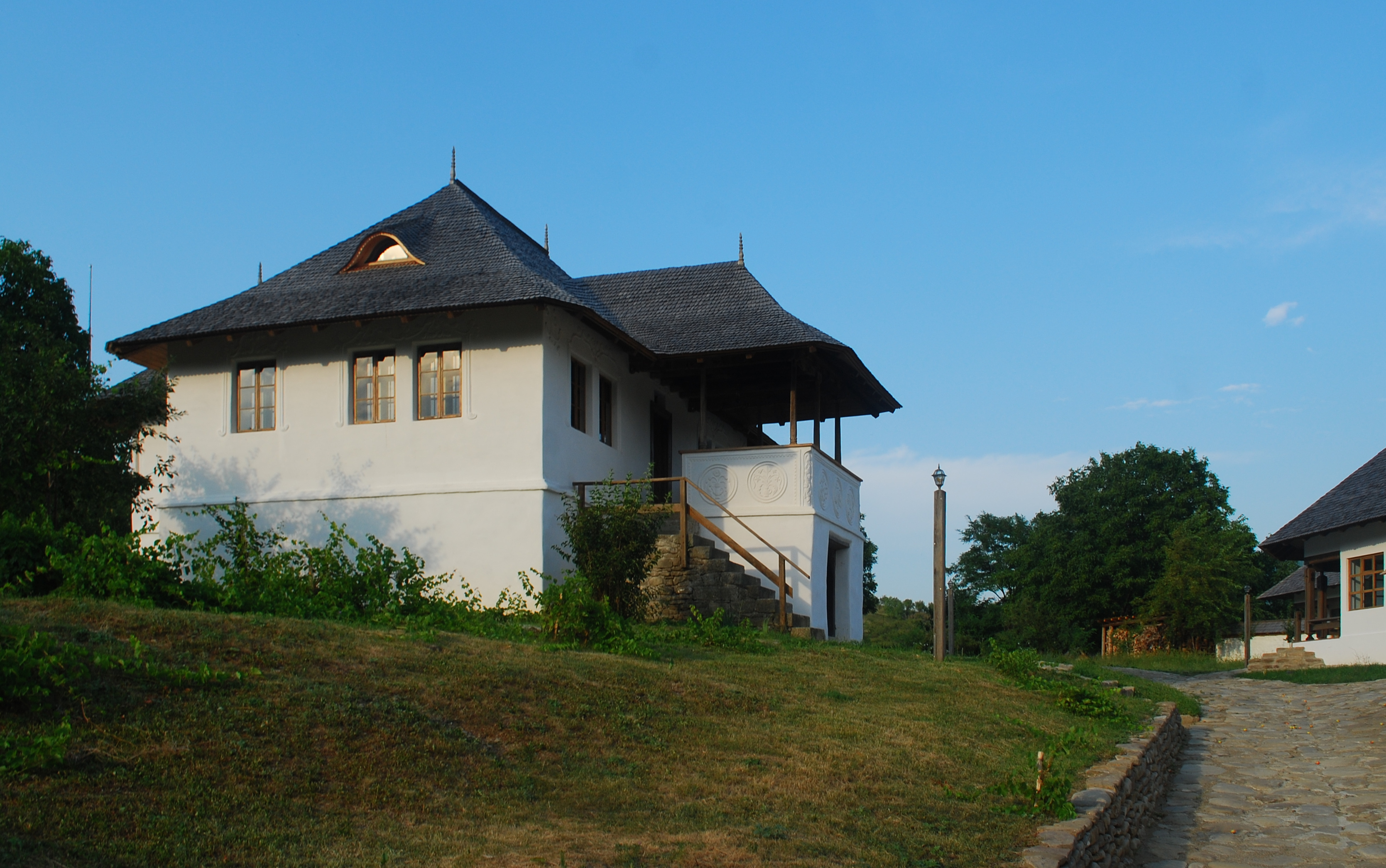
Casa cu blazoane din Chiojdu, monument istoric

Pe teritoriul comunei Chiojdu se află un monument istoric clasificat drept monument de arhitectură de interes național — casa cu blazoane din spatele școlii de la Chiojdu, clădire datând din secolul al XVIII-lea.
În rest, trei alte obiective din comună sunt incluse în lista monumentelor istorice din județul Buzău, ca monumente de interes local. Toate se află în satul Chiojdu, două fiind monumente de arhitectură — casa Vasile Codescu din secolul al XIX-lea și gospodăria Traian Drăgulin (cuprinzând casa, poarta și zidul), datând de la sfârșitul secolului al XIX-lea — și unul fiind un monument memorial sau funerar — crucea de piatră de la 1712, aflată în curtea bisericii.

## Personalități
- Constantin Giurescu (1875 - 1919), istoric.